# Karl Gottlieb Schweikart
Karl Gottlieb Schweikart (* 28. Februar 1772 in Ludwigsburg, Herzogtum Württemberg; † 29. Juli 1855 in Tarnopol, Galizien) war ein österreichischer Porträtmaler. Er war der Vater der Sängerin Wilhelmina Skibińska.

## Leben
Schweikart wandte sich früh der Malerei zu, brach seine Schulausbildung ab und lernte in den Jahren 1787–1792 Zeichnen und Malen in Stuttgart, Karlsruhe und Straßburg. Ab 1795 studierte er an der Wiener Akademie der Künste. 1800 reiste er nach Prag und 1802 nach Galizien, wo er sich dann auch niederließ. 1807 schlossen sich weitere Reisen nach Moskau, Ungarn und in die Bukowina an.
Schweikarts Arbeiten bilden einen repräsentativen Querschnitt der Einwohner von Lemberg. Er malte Porträts des alten polnischen Adels (J. Batowski, B. Treter, K. Zamoyski, J. Dzieduszycki), zahlreicher österreichischer Militärs, des Bürgertums, sowie des Großbürgertums, das gerade an Einfluss gewann. Zu seinen Werken gehört auch ein Porträt von Franz Xaver Mozart.
Zwischen 1810 und 1830 zählte er zu den bekanntesten Porträtmalern in Galizien. Zu seinen Schülern zählten Antoni Laub und Korneli Szlegel. Seine Porträts befinden sich in Sammlungen mehrerer Museen, u. a. der polnischen Nationalmuseen in Krakau und Warschau.

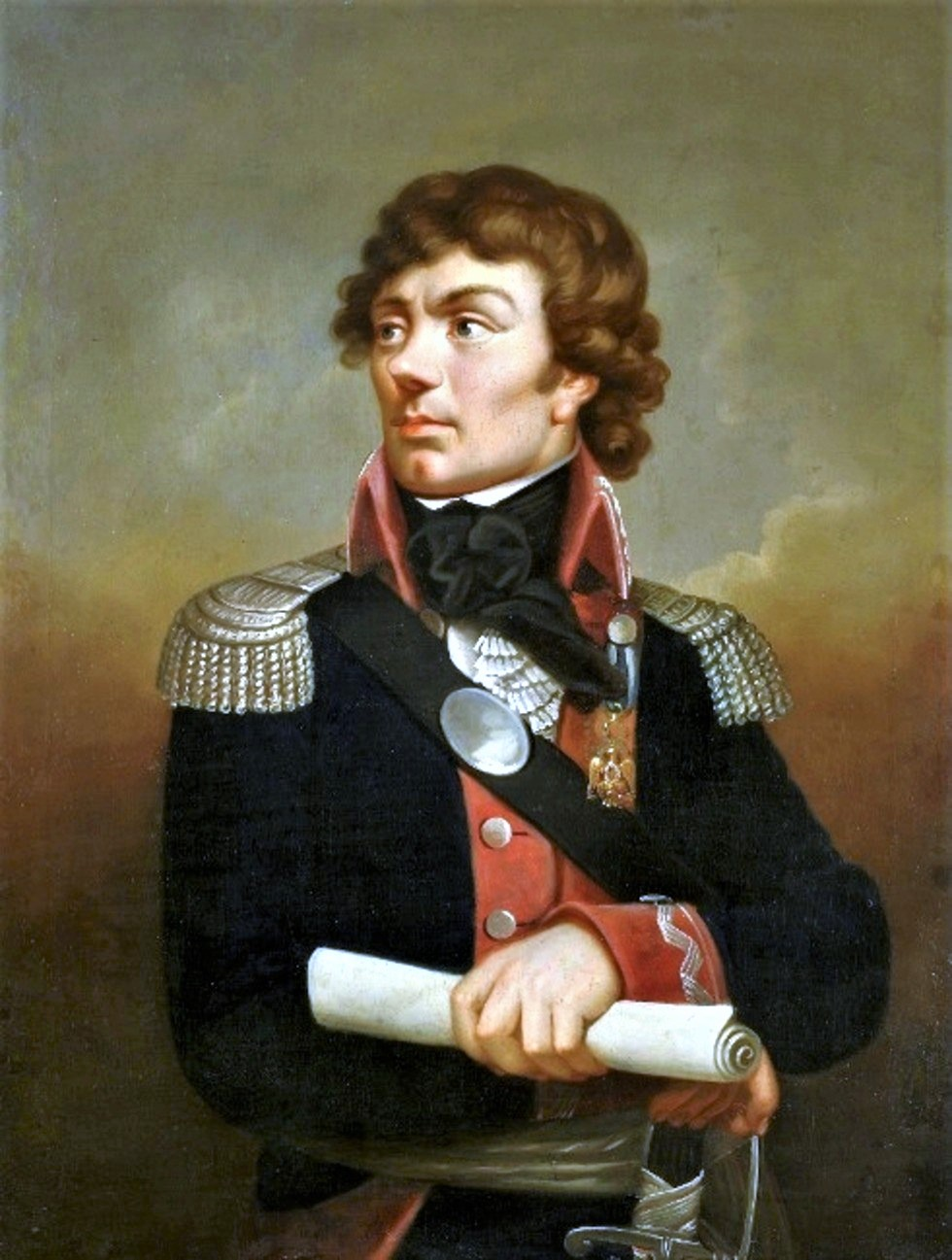
Tadeusz Kościuszko
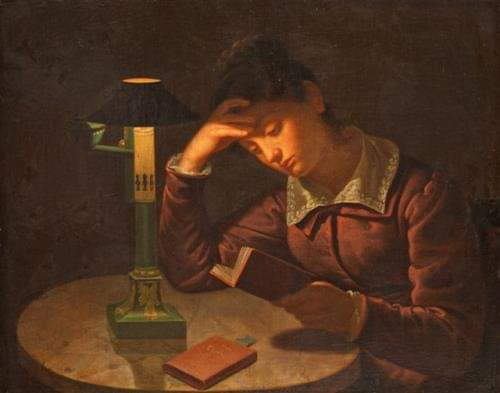
Tochter Wilhelmina Skibińska
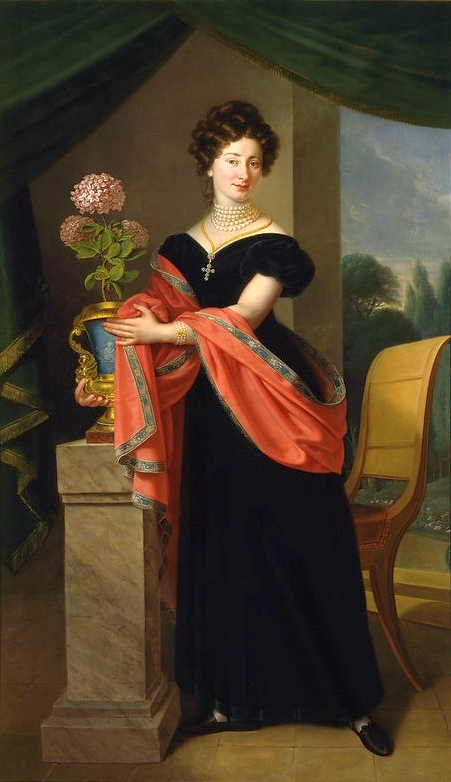
Zofia Jabłonowska
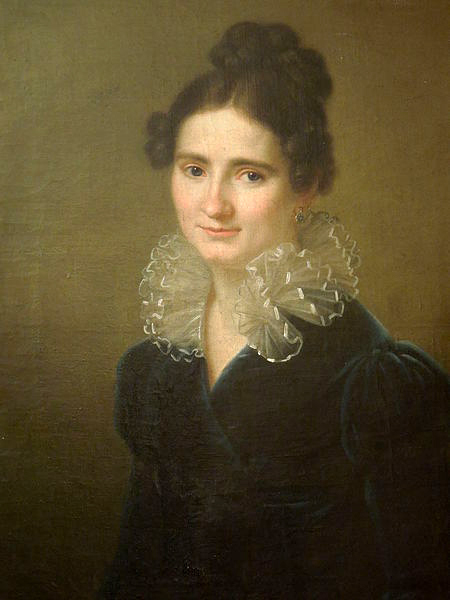
Antonina Jaśkiewiczowa
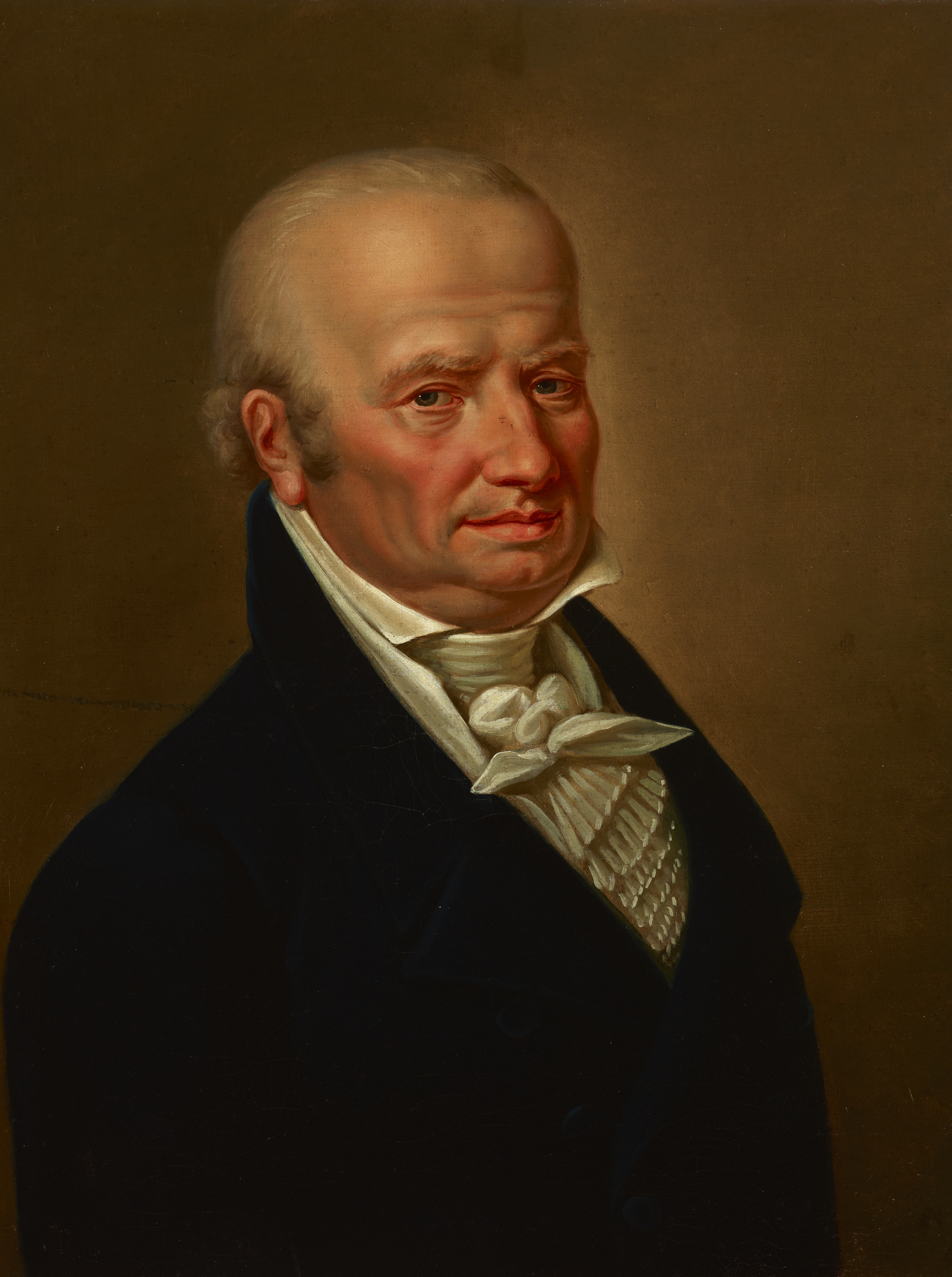
Johann Hausner